# یاکریم بال‌سفید
یاکریم بال‌سفید (نام علمی: Streptopelia reichenowi) نام یک گونه از سرده یمام است.